# فرانک پرتوآذر
فرانک پرتوآذر (زادهٔ ۱۳۶۷) دوچرخه سوار ایرانی و عضو تیم ملی دوچرخه‌سواری کوهستان ایران است. او یکی از اعضای تیم‌ملی دوچرخه‌سواری ایران در رقابت‌های قهرمانی آسیای سال ۲۰۱۷ بود که مدال برنز مادهٔ رلی را کسب کرد.
او در بازی‌های آسیایی هانگژو در سال ۱۴۰۲ در ماده کراس کانتری به مدال برنز رسید.
پرتوآذر هم‌اکنون نفر اول آسیا و نفر هشتاد و هفتم جهان در رشتهٔ کراس-کانتری در رنکینگ UCI است.
فرانک پرتوآذر کاپیتان تیم ملی کوهستان بانوان ایران و اولین دارنده مدال قهرمانی آسیا در رشته دوچرخه‌سواری موفق شد با قرار گرفتن در جایگاه هشتادوهفتم جهان در رده نخست رنکینگ آسیا قرار بگیرد.
وی پر افتخارترین دوچرخه سوار زن ایرانی است و تنها دوچرخه سوار تیم ملی کوهستان ایران است که در دو دوره رقابتهای قهرمانی جهان شرکت کرده‌است.
فرانک پرتواذر فوق لیسانس مهندسی عمران از دانشگاه شیراز است.